# جولين فابري
جولين فابري (بالفرنسية: Julien Fabri)‏ (5 فبراير 1994 بمارسيليا في فرنسا - ) هو لاعب كرة قدم فرنسي في مركز حراسة المرمى. لعب مع أولمبيك مارسيليا وبورغ أون بريس بيروناس.

## روابط خارجية
- جولين فابري على موقع قاعدة بيانات كرة القدم.إي يو (الإنجليزية)
- جولين فابري على موقع Soccerway.com (الإنجليزية)